# Monumenti nazionali (Italia)
I monumenti nazionali italiani sono i monumenti che lo Stato italiano ha classificato come rilevanti per le proprie caratteristiche storiche, simboli di riferimento per la comunità nazionale.

## Storia
Dopo l'unità d'Italia una serie di edifici e luoghi viene dichiarata "monumento nazionale" e viene stabilito l'obbligo, per il governo, della conservazione di alcuni complessi monumentali. Con il termine di “monumenti” vennero indicati “edifici e luoghi che si ricollegano alla nostra storia o alla memoria di grandi uomini”, sia essa fatta con legge o, meno solennemente, con decreto reale”. In pratica i monumenti rappresentano, in generale, veri e propri mezzi storici di comunicazione, “documenti di pietra”, presenti soprattutto nelle città, nella duplice veste di “complessi architettonici dotati di imponenti apparati decorativi, o in quella di singole opere celebrativo-commemorative.
La campagna di classificazione dei monumenti, nell'Italia postunitaria, iniziò nel 1870, con la richiesta da parte della Giunta di Belle Arti di fornire l'elenco degli edifici pubblici «meritevoli di essere annoverati fra i Monumenti Nazionali». Gli elenchi furono successivamente predisposti a cura dalle Commissioni Consultive di Belle Arti, istituite a partire dal 1864 in diverse province del Regno. La raccolta degli elenchi portò alla pubblicazione del primo Elenco dei monumenti nazionali medievali e moderni nel 1875.
La necessità di completare e correggere «l'elenco degli edifizi monumentali» fu ancora ribadita nel 1896, quando il Ministero della pubblica istruzione sollecitò gli Uffici Regionali alla redazione delle schede che mantenessero la divisione in monumenti di importanza nazionale, regionale e locale. 
Nel 1902 il Ministero della Pubblica istruzione pubblica, a cura dell’allora Direttore generale delle Antichità e Belle arti, Luigi Parpagliolo, l'Elenco degli edifizi Monumentali in Italia: elenco privo di efficacia normativa e che non utilizzava la qualifica di "monumenti nazionali".
La circolare n. 13 del 5.6.2012 del Ministero per i beni e le Attività Culturali sintetizza ed inquadra in maniera precisa ed efficace l'argomento, concludendo che "ad oggi possono considerarsi efficaci e giuridicamente rilevanti solo le dichiarazioni di monumento nazionale emanate per legge o in base ad apposita legge attributiva del relativo potere".

## Elenco dei monumenti nazionali
| Regione               | Provincia             | Comune                 | Monumento (nome ufficiale) | Normativa (o fonte)                                                                      | Foto |
| --------------------- | --------------------- | ---------------------- | --- | ---------------------------------------------------------------------------------------- | ---- |
| Abruzzo               | Teramo                | Atri                   | Concattedrale | Regio decreto 19 febbraio 1899, n. 534; Regio decreto 21 novembre 1940, n. 1746          |      |
| Sicilia               | Agrigento             | Agrigento              | Casa natale di Luigi Pirandello | Decreto del presidente della Repubblica 8 dicembre 1949, n. 1170                         |      |
| Abruzzo               | Pescara               | Castiglione a Casauria | Badia di San Clemente | Regio decreto 28 giugno 1894, n. 917                                                     |      |
| Sicilia               | Palermo               | Palermo                | Chiesa del Gesù (Palermo) | 1892                                                                                     |      |
| Abruzzo               | Chieti                | Chieti                 | Cattedrale | Regio decreto 21 novembre 1940, n. 1746                                                  |      |
| Campania              | Avellino              | Montella               | Convento di San Francesco a Folloni | ?                                                                                        |      |
| Abruzzo               | Chieti                | Francavilla al Mare    | Convento di Santa Maria di Gesù | Regio decreto 8 settembre 1939, n. 1511                                                  |      |
| Abruzzo               | L'Aquila              | L'Aquila               | Cattedrale | Regio decreto 21 novembre 1940, n. 1746                                                  |      |
| Abruzzo               | Chieti                | Lanciano               | Cattedrale | Regio decreto 21 novembre 1940, n. 1746                                                  |      |
| Abruzzo               | Pescara               | Penne                  | Cattedrale | Regio decreto 21 novembre 1940, n. 1746                                                  |      |
| Abruzzo               | Pescara               | Pescara                | Casa natale di Gabriele D'Annunzio | Regio decreto 14 aprile 1927, n. 782                                                     |      |
| Abruzzo               | Teramo                | Teramo                 | Cattedrale | Regio decreto 21 novembre 1940, n. 1746                                                  |      |
| Abruzzo               | Chieti                | Vasto                  | Casa Natale di Gabriele Rossetti | Regio decreto 17 aprile 1924, n. 618                                                     |      |
| Abruzzo               | Chieti                | Vasto                  | Cattedrale | Regio decreto 21 novembre 1940, n. 1746                                                  |      |
| Basilicata            | Potenza               | Acerenza               | Cattedrale | Regio decreto 20 novembre 1897, n. 534; Regio decreto 21 novembre 1940, n. 1746          |      |
| Basilicata            | Matera                | Matera                 | Cattedrale | Regio decreto 21 novembre 1940, n. 1746                                                  |      |
| Basilicata            | Potenza               | Venosa                 | Badia della SS. Trinità | Regio decreto 20 novembre 1897, n. 536                                                   |      |
| Calabria              | Cosenza               | Belmonte Calabro       | Casa natale di Michele Bianchi | Regio decreto 24 novembre 1930, n. 1578                                                  |      |
| Calabria              | Cosenza               | Cosenza                | Cattedrale | Regio decreto 21 novembre 1940, n. 1746                                                  |      |
| Calabria              | Crotone               | Crotone                | Tempio di Hera Lacinia | Regio decreto 22 luglio 1906, n. 478                                                     |      |
| Calabria              | Reggio Calabria       | Reggio Calabria        | Cappella del Santissimo Sacramento(all'interno della Cattedrale) | Regio decreto XIX secolo                                                                 |      |
| Calabria              | Reggio Calabria       | Reggio Calabria        | Castello Aragonese | Regio decreto del 1897                                                                   |      |
| Campania              | Salerno               | Amalfi                 | Cattedrale | Regio decreto 21 novembre 1940, n. 1746                                                  |      |
| Campania              | Avellino              | Ariano Irpino          | Cattedrale | Regio decreto 21 novembre 1940, n. 1746                                                  |      |
| Campania              | Avellino              | Atripalda              | Palazzo Caracciolo | 30 aprile 1912                                                                           |      |
| Campania              | Caserta               | Aversa                 | Cattedrale | Regio decreto 21 novembre 1940, n. 1746                                                  |      |
| Campania              | Caserta               | Calvi Risorta          | Cattedrale | Regio decreto 21 novembre 1940, n. 1746                                                  |      |
| Campania              | Salerno               | Campagna               | Cattedrale | Regio decreto 21 novembre 1940, n. 1746                                                  |      |
| Campania              | Caserta               | Capua                  | Cattedrale | Regio decreto 21 novembre 1940, n. 1746                                                  |      |
| Campania              | Caserta               | Caserta                | Cattedrale | Regio decreto 21 novembre 1940, n. 1746                                                  |      |
| Campania              | Caserta               | Caserta                | Borgo medioevale di Caserta vecchia | Decreto del presidente della Repubblica 15 ottobre 1960, n. 1639                         |      |
| Campania              | Salerno               | Cava de' Tirreni       | Abbazia di Cava dei Tirreni | Legge 7 luglio 1866, n. 3036                                                             |      |
| Campania              | Avellino              | Mercogliano            | Chiostro e chiesa dei Benedettini di Montevergine | Decreto ministeriale 25 giugno 1869, n. 1                                                |      |
| Campania              | Avellino              | Montefusco             | Carceri borboniche | Regio decreto 29 dicembre 1927, n. 2806                                                  |      |
| Campania              | Napoli                | Napoli                 | Chiostro e chiesa dei Girolamini | Decreto ministeriale 25 giugno 1869, n. 1                                                |      |
| Campania              | Napoli                | Napoli                 | Chiostro e chiesa di San Martino | Decreto ministeriale 25 giugno 1869, n. 1                                                |      |
| Campania              | Napoli                | Napoli                 | Tomba di Giacomo Leopardi | Legge 4 luglio 1897, n. 249                                                              |      |
| Campania              | Napoli                | Napoli                 | Convento di Monteoliveto | Regio decreto 28 aprile 1924, n. 1345                                                    |      |
| Campania              | Napoli                | Napoli                 | Convento e chiesa di Santa Chiara | Regio decreto 10 luglio 1925, n. 1350                                                    |      |
| Campania              | Napoli                | Napoli                 | Casa dove morì Francesco De Sanctis | Regio decreto 26 agosto 1927, n. 1872                                                    |      |
| Campania              | Napoli                | Napoli                 | Cattedrale | Regio decreto 21 novembre 1940, n. 1746                                                  |      |
| Campania              | Napoli                | Napoli                 | Villa Lina, dove abitò e morì Francesco Crispi | Regio decreto 16 marzo 1942, n. 351                                                      |      |
| Campania              | Napoli                | Napoli                 | Palazzo Filomarino | Decreto del Capo provvisorio dello Stato 12 aprile 1947, n. 347                          |      |
| Campania              | Salerno               | Nocera Superiore       | Chiesa di Santa Maria Mater Domini | Regio decreto 17 luglio 1931, n. 1062                                                    |      |
| Campania              | Salerno               | Padula                 | Arco dell'Annunziata | Regio decreto 22 giugno 1911, n. 635                                                     |      |
| Campania              | Napoli                | Pomigliano d'Arco      | Sepolcreto Imbriani-Poerio | Regio decreto 23 gennaio 1930, n. 65                                                     |      |
| Campania              | Napoli                | Pozzuoli               | Cattedrale | Regio decreto 21 novembre 1940, n. 1746                                                  |      |
| Campania              | Salerno               | Ravello                | Cattedrale | Regio decreto 21 novembre 1940, n. 1746                                                  |      |
| Campania              | Salerno               | Salerno                | Cattedrale | Regio decreto 21 novembre 1940, n. 1746                                                  |      |
| Campania              | Caserta               | San Pietro Infine      | Antica area | Decreto del presidente della Repubblica 18 marzo 2008, n. 1                              |      |
| Campania              | Benevento             | Sant'Agata de' Goti    | Cattedrale | Regio decreto 21 novembre 1940, n. 1746                                                  |      |
| Campania              | Salerno               | Sanza                  | Cippo di Sanza | Regio decreto 22 giugno 1911, n. 635                                                     |      |
| Campania              | Salerno               | Sapri                  | Banchina delle Camarelle | Regio decreto 22 giugno 1911, n. 635                                                     |      |
| Campania              | Caserta               | Sessa Aurunca          | Cattedrale | Regio decreto 21 novembre 1940, n. 1746                                                  |      |
| Campania              | Napoli                | Sorrento               | Cattedrale | Regio decreto 21 novembre 1940, n. 1746                                                  |      |
| Emilia-Romagna        | Bologna               | Bologna                | Cattedrale | Regio decreto 21 novembre 1940, n. 1746                                                  |      |
| Emilia-Romagna        | Parma                 | Busseto                | Casa natale di Giuseppe Verdi | Legge 3 febbraio 1901, n. 26                                                             |      |
| Emilia-Romagna        | Ravenna               | Casola Valsenio        | Casa dove visse e morì Alfredo Oriani | Regio decreto 6 novembre 1924, n. 1884; Legge 21 marzo 1926, n. 494                      |      |
| Emilia-Romagna        | Bologna               | Castel del Rio         | Ponte degli Alidosi | Regio decreto 20 novembre 1897, n. 535                                                   |      |
| Emilia-Romagna        | Forlì-Cesena          | Cesena                 | Cattedrale | Regio decreto 21 novembre 1940, n. 1746                                                  |      |
| Emilia-Romagna        | Ferrara               | Ferrara                | Cattedrale | Regio decreto 21 novembre 1940, n. 1746                                                  |      |
| Emilia-Romagna        | Parma                 | Fidenza                | Cattedrale | Regio decreto 21 novembre 1940, n. 1746                                                  |      |
| Emilia-Romagna        | Forlì-Cesena          | Forlì                  | Cattedrale | Regio decreto 21 novembre 1940, n. 1746                                                  |      |
| Emilia-Romagna        | Bologna               | Imola                  | Cattedrale | Regio decreto 21 novembre 1940, n. 1746                                                  |      |
| Emilia-Romagna        | Modena                | Modena                 | Cattedrale | Regio decreto 21 novembre 1940, n. 1746                                                  |      |
| Emilia-Romagna        | Modena                | Modena                 | Chiesetta della Pomposa e annessa casa dove abitò Ludovico Antonio Muratori                                                                                               | Regio decreto 24 maggio 1925, n. 911                                                     |      |
| Emilia-Romagna        | Modena                | Nonantola              | Cattedrale | Regio decreto 21 novembre 1940, n. 1746                                                  |      |
| Emilia-Romagna        | Parma                 | Parma                  | Cattedrale | Regio decreto 21 novembre 1940, n. 1746                                                  |      |
| Emilia-Romagna        | Rimini                | Pennabilli             | Cattedrale di Montefeltro | Regio decreto 21 novembre 1940, n. 1746                                                  |      |
| Emilia-Romagna        | Piacenza              | Piacenza               | Cattedrale | Regio decreto 21 novembre 1940, n. 1746                                                  |      |
| Emilia-Romagna        | Ravenna               | Ravenna                | Cattedrale | Regio decreto 21 novembre 1940, n. 1746                                                  |      |
| Emilia-Romagna        | Reggio Emilia         | Reggio Emilia          | Cattedrale | Regio decreto 21 novembre 1940, n. 1746                                                  |      |
| Emilia-Romagna        | Rimini                | Rimini                 | Cattedrale | Regio decreto 21 novembre 1940, n. 1746                                                  |      |
| Emilia-Romagna        | Forlì-Cesena          | San Mauro Pascoli      | Casa natale di Giovanni Pascoli | Regio decreto 6 novembre 1924, n. 1885; Legge 4 febbraio 1926, n. 295                    |      |
| Emilia-Romagna        | Bologna               | Sasso Marconi          | Villa di Guglielmo Marconi | Regio decreto 16 marzo 1939, n. 621                                                      |      |
| Emilia-Romagna        | Reggio Emilia         | Scandiano              | Casa natale di Lazzaro Spallanzani | Regio decreto 16 novembre 1939, n. 1937                                                  |      |
| Emilia-Romagna        | Modena                | Vignola                | Casa natale di Ludovico Antonio Muratori | Regio decreto 14 marzo 1940, n. 388                                                      |      |
| Friuli-Venezia Giulia | Gorizia               | Gorizia                | Monte Sabotino (sommità del monte oltre 520 metri dal Sasso Spaccato, esclusi i ruderi della chiesa di San Valentino)                                                     | Regio decreto 29 ottobre 1922, n. 1386                                                   |      |
| Friuli-Venezia Giulia | Trieste               | Monrupino              | Foiba di Monrupino | Decreto del presidente della Repubblica 24 luglio 1993, n. 1                             |      |
| Friuli-Venezia Giulia | Udine                 | Osoppo                 | Forte | Regio decreto 19 aprile 1923, n. 988                                                     |      |
| Friuli-Venezia Giulia | Udine                 | Palmanova              | Fortezza | Decreto del presidente della Repubblica 21 luglio 1960, n. 972                           |      |
| Friuli-Venezia Giulia | Gorizia               | Sagrado                | Monte San Michele (sommità oltre 250 metri con le cime 1, 2, 3 e 4 e monumentino commemorativo della Brigata "Ferrara")                                                   | Regio decreto 29 ottobre 1922, n. 1386                                                   |      |
| Friuli-Venezia Giulia | Trieste               | Trieste                | Cattedrale | Regio decreto 21 novembre 1940, n. 1746                                                  |      |
| Friuli-Venezia Giulia | Trieste               | Trieste                | Risiera di San Sabba | Decreto del presidente della Repubblica 15 aprile 1965, n. 510                           |      |
| Friuli-Venezia Giulia | Trieste               | Trieste                | Foiba di Basovizza | Decreto del presidente della Repubblica 11 settembre 1992, n. 1                          |      |
| Friuli-Venezia Giulia | Udine                 | Udine                  | Cattedrale | Regio decreto 21 novembre 1940, n. 1746                                                  |      |
| Friuli-Venezia Giulia | Udine                 | Udine                  | Casa di Giovanni da Udine | Decreto del presidente della Repubblica 5 novembre 1962, n. 1793                         |      |
| Lazio                 | Viterbo               | Acquapendente          | Cattedrale del Santo Sepolcro | Regio decreto 21 novembre 1940, n. 1746                                                  |      |
| Lazio                 | Frosinone             | Alatri                 | Concattedrale di San Paolo | Regio decreto 21 novembre 1940, n. 1746                                                  |      |
| Lazio                 | Frosinone             | Anagni                 | Cattedrale di Santa Maria | Regio decreto 21 novembre 1940, n. 1746                                                  |      |
| Lazio                 | Frosinone             | Aquino                 | Cattedrale dei Santi Costanzo e Tommaso d'Aquino | Regio decreto 21 novembre 1940, n. 1746                                                  |      |
| Lazio                 | Viterbo               | Bagnoregio             | Cattedrale | Regio decreto 21 novembre 1940, n. 1746                                                  |      |
| Lazio                 | Frosinone             | Cassino                | Badia di Montecassino | Legge 7 luglio 1866, n. 3036; Regio decreto 21 novembre 1940, n. 1746                    |      |
| Lazio                 | Viterbo               | Civita Castellana      | Cattedrale | Regio decreto 21 novembre 1940, n. 1746                                                  |      |
| Lazio                 | Frosinone             | Collepardo             | Certosa di Trisulti | Decreto ministeriale 28 febbraio 1874, n. 1                                              |      |
| Lazio                 | Latina                | Cori                   | Tempio di Ercole | Regio decreto 24 luglio 1898, n. 359                                                     |      |
| Lazio                 | Rieti                 | Fara in Sabina         | Abbazia di Farfa | Regio decreto 11 ottobre 1928, n. 2290                                                   |      |
| Lazio                 | Frosinone             | Ferentino              | Duomo dei Santi Giovanni e Paolo | Regio decreto 21 novembre 1940, n. 1746                                                  |      |
| Lazio                 | Latina                | Gaeta                  | Cattedrale | Regio decreto 21 novembre 1940, n. 1746                                                  |      |
| Lazio                 | Roma                  | Mentana                | Ara-ossario di Mentana | ?                                                                                        |      |
| Lazio                 | Viterbo               | Montefiascone          | Cattedrale di Santa Margherita | Regio decreto 12 novembre 1899, n. 425                                                   |      |
| Lazio                 | Latina                | Terracina              | Cattedrale di San Cesareo | Regio decreto 21 novembre 1940, n. 1746                                                  |      |
| Lazio                 | Viterbo               | Nepi                   | Cattedrale | Regio decreto 21 novembre 1940, n. 1746                                                  |      |
| Lazio                 | Roma                  | Palestrina             | Casa natale di Pierluigi da Palestrina | Regio decreto 5 settembre 1942, n. 1153                                                  |      |
| Lazio                 | Roma                  | Palombara Sabina       | Chiesa di San Giovanni in Argentella | Regio decreto 10 giugno 1900, n. 293                                                     |      |
| Lazio                 | Latina                | Priverno               | Concattedrale di Santa Maria Annunziata | Regio decreto 21 novembre 1940, n. 1746                                                  |      |
| Lazio                 | Rieti                 | Rieti                  | Cattedrale di Santa Maria Assunta | Regio decreto 21 novembre 1940, n. 1746                                                  |      |
| Lazio                 | Roma                  | Roma                   | Monumento a Vittorio Emanuele II | Legge 16 maggio 1878, n. 4374                                                            |      |
| Lazio                 | Roma                  | Roma                   | Monumento a Giuseppe Garibaldi | Regio decreto 3 giugno 1882, n. 780; Legge 8 luglio 1883, n. 1502                        |      |
| Lazio                 | Roma                  | Roma                   | Monumento a Quintino Sella | Legge 23 marzo 1884, n. 2111                                                             |      |
| Lazio                 | Roma                  | Roma                   | Monumento a Marco Minghetti | Legge 19 giugno 1887, n. 4626                                                            |      |
| Lazio                 | Roma                  | Roma                   | Monumento a Giuseppe Mazzini | Legge 2 luglio 1890, n. 6918                                                             |      |
| Lazio                 | Roma                  | Roma                   | Abbazia delle Tre Fontane | Regio decreto 21 novembre 1940, n. 1746                                                  |      |
| Lazio                 | Roma                  | Roma                   | Anfiteatro Flavio | https://www.monumentinazionali.it/edifizi_monumentali/Elenchi_1902_monumenti_361_404.pdf |      |
| Lazio                 | Roma                  | Segni                  | Concattedrale di Santa Maria Assunta | Regio decreto 21 novembre 1940, n. 1746                                                  |      |
| Lazio                 | Latina                | Sezze                  | Cattedrale | Regio decreto 21 novembre 1940, n. 1746                                                  |      |
| Lazio                 | Roma                  | Subiaco                | Biblioteca di Santa Scolastica | Legge 7 luglio 1866, n. 3036                                                             |      |
| Lazio                 | Viterbo               | Sutri                  | Concattedrale di Santa Maria Assunta | Regio decreto 21 novembre 1940, n. 1746                                                  |      |
| Lazio                 | Viterbo               | Tarquinia              | Cattedrale dei Santi Margherita e Martino | Regio decreto 21 novembre 1940, n. 1746                                                  |      |
| Lazio                 | Roma                  | Tivoli                 | Cattedrale di San Lorenzo | Regio decreto 21 novembre 1940, n. 1746                                                  |      |
| Lazio                 | Viterbo               | Tuscania               | Concattedrale di San Giacomo Maggiore | Regio decreto 21 novembre 1940, n. 1746                                                  |      |
| Lazio                 | Latina                | Ventotene              | Isola di Santo Stefano | Decreto del presidente della Repubblica 18 marzo 2008, n. 1                              |      |
| Lazio                 | Frosinone             | Veroli                 | Chiesa e convento di Casamari | Decreto ministeriale 28 febbraio 1874, n. 1; Regio decreto 21 novembre 1940, n. 1746     |      |
| Lazio                 | Frosinone             | Veroli                 | Concattedrale di Sant'Andrea | Decreto ministeriale 28 febbraio 1874, n. 1; Regio decreto 21 novembre 1940, n. 1746     |      |
| Lazio                 | Viterbo               | Viterbo                | Chiesa e convento di Santa Maria della Quercia | Decreto ministeriale 28 febbraio 1874, n. 1                                              |      |
| Lazio                 | Viterbo               | Viterbo                | Monastero di Santa Rosa | Regio decreto 23 settembre 1926, n. 1739                                                 |      |
| Lazio                 | Viterbo               | Viterbo                | Cattedrale di San Lorenzo | Regio decreto 21 novembre 1940, n. 1746                                                  |      |
| Lazio                 | Viterbo               | Viterbo                | Abbazia di San Martino al Cimino | Regio decreto 21 novembre 1940, n. 1746                                                  |      |
| Liguria               | Savona                | Albenga                | Cattedrale | Regio decreto 21 novembre 1940, n. 1746                                                  |      |
| Liguria               | Genova                | Genova                 | Palazzo delle Compere di San Giorgio | Legge 2 luglio 1891, n. 382                                                              |      |
| Liguria               | Genova                | Genova                 | Scoglio di Quarto | Legge 22 luglio 1906, n. 494; Legge 5 dicembre 1909, n. 757                              |      |
| Liguria               | Genova                | Genova                 | Casa di Carlo Pisacane | Regio decreto 22 giugno 1911, n. 635                                                     |      |
| Liguria               | Genova                | Genova                 | Casa natale di Giuseppe Mazzini | Regio decreto 29 ottobre 1925, n. 1982                                                   |      |
| Liguria               | Genova                | Genova                 | Cattedrale | Regio decreto 21 novembre 1940, n. 1746                                                  |      |
| Liguria               | Genova                | Genova                 | Villa Spinola di Quarto | Regio decreto 12 gennaio 1941, n. 21                                                     |      |
| Liguria               | La Spezia             | Luni                   | Cattedrale | Regio decreto 21 novembre 1940, n. 1746                                                  |      |
| Liguria               | Savona                | Noli                   | Chiesa di San Paragorio | Regio decreto 28 dicembre 1890, n. 7362                                                  |      |
| Liguria               | La Spezia             | Sarzana                | Cattedrale | Regio decreto 21 novembre 1940, n. 1746                                                  |      |
| Liguria               | Savona                | Savona                 | Cattedrale | Regio decreto 21 novembre 1940, n. 1746                                                  |      |
| Lombardia             | Bergamo               | Bergamo                | Casa natale di Gaetano Donizetti | Regio decreto 28 gennaio 1926, n. 338                                                    |      |
| Lombardia             | Bergamo               | Bergamo                | Cattedrale | Regio decreto 21 novembre 1940, n. 1746                                                  |      |
| Lombardia             | Brescia               | Brescia                | Cattedrale | Regio decreto 21 novembre 1940, n. 1746                                                  |      |
| Lombardia             | Pavia                 | Certosa di Pavia       | Certosa di Pavia | Legge 7 luglio 1866, n. 3036                                                             |      |
| Lombardia             | Como                  | Como                   | Tomba di Alessandro Volta | Regio decreto 22 febbraio 1925, n. 262                                                   |      |
| Lombardia             | Como                  | Como                   | Cattedrale | Regio decreto 21 novembre 1940, n. 1746                                                  |      |
| Lombardia             | Como                  | Como                   | Casa avita di Alessandro Volta | Regio decreto 17 agosto 1942, n. 1089                                                    |      |
| Lombardia             | Cremona               | Crema                  | Cattedrale | Regio decreto 21 novembre 1940, n. 1746                                                  |      |
| Lombardia             | Cremona               | Cremona                | Cattedrale | Regio decreto 21 novembre 1940, n. 1746                                                  |      |
| Lombardia             | Milano                | Cormano                | Casa di Alessandro Manzoni | Regio decreto 24 aprile 1921, n. 909                                                     |      |
| Lombardia             | Brescia               | Desenzano del Garda    | Casa Contracania e cascine Casette Citere, Colombare, Monata, Ortaglia, Perentonella, Selvetta, Sorre e Stefanona nella zona di San Martino della Battaglia               | Regio decreto 21 novembre 1940, n. 1747                                                  |      |
| Lombardia             | Brescia               | Gardone Riviera        | Vittoriale | Regio decreto 28 maggio 1925, n. 1050                                                    |      |
| Lombardia             | Pavia                 | Gropello Cairoli       | Sepolcreto dei fratelli Cairoli | Legge 20 marzo 1890, n. 6696                                                             |      |
| Lombardia             | Lecco                 | Lecco                  | Villa Manzoni | Regio decreto 29 febbraio 1940, n. 1354                                                  |      |
| Lombardia             | Lecco                 | Lecco                  | Convento dei Cappuccini | Regio decreto 29 febbraio 1940, n. 1354                                                  |      |
| Lombardia             | Varese                | Varese                 | Casa Veratti | Regio decreto 1 giugno 1939, n. 1089                                                     |      |
| Lombardia             | Lodi                  | Lodi                   | Cattedrale | Regio decreto 21 novembre 1940, n. 1746                                                  |      |
| Lombardia             | Mantova               | Mantova                | Cattedrale | Regio decreto 21 novembre 1940, n. 1746                                                  |      |
| Lombardia             | Milano                | Milano                 | Casa di Via Paolo da Cannobio n. 25, che ospitò la redazione e l'amministrazione del "Popolo d'Italia" dal 1914 al 1922                                                   | Regio decreto 16 novembre 1939, n. 1876                                                  |      |
| Lombardia             | Milano                | Milano                 | Salone al primo piano dello stabile di Piazza San Sepolcro n. 9, dove ebbe luogo l'adunata del 23 marzo 1919                                                              | Regio decreto 16 novembre 1939, n. 1876                                                  |      |
| Lombardia             | Milano                | Milano                 | Casa natale di Alessandro Manzoni | Regio decreto 29 febbraio 1940, n. 1354                                                  |      |
| Lombardia             | Milano                | Milano                 | Cattedrale | Regio decreto 21 novembre 1940, n. 1746                                                  |      |
| Lombardia             | Monza e Brianza       | Monza                  | Duomo | Regio decreto 27 febbraio 1890, n. 6675                                                  |      |
| Lombardia             | Pavia                 | Pavia                  | Cattedrale | Regio decreto 21 novembre 1940, n. 1746                                                  |      |
| Lombardia             | Bergamo               | Pontida                | Abbazia di Pontida | Decreto del presidente della Repubblica 24 dicembre 1954, n. 1488                        |      |
| Lombardia             | Pavia                 | Vigevano               | Cattedrale | Regio decreto 21 novembre 1940, n. 1746                                                  |      |
| Marche                | Ancona                | Ancona                 | Duomo di San Ciriaco | Regio decreto 21 novembre 1940, n. 1746                                                  |      |
| Marche                | Ancona                | Ancona                 | Lazzaretto di Ancona | Legge 20 giugno 1909, n. 364                                                             |      |
| Marche                | Ascoli Piceno         | Ascoli Piceno          | Cattedrale e suo battistero | Regio decreto 20 luglio 1890, n. 7033                                                    |      |
| Marche                | Pesaro e Urbino       | Cagli                  | Cattedrale | Regio decreto 21 novembre 1940, n. 1746                                                  |      |
| Marche                | Ancona                | Castelfidardo          | Monumento nazionale delle Marche | Regio decreto 17 marzo 1910, n. 105                                                      |      |
| Marche                | Pesaro e Urbino       | Fano                   | Cattedrale | Regio decreto 21 novembre 1940, n. 1746                                                  |      |
| Marche                | Ancona                | Jesi                   | Cattedrale di San Settimio | Regio decreto 21 novembre 1940, n. 1746                                                  |      |
| Marche                | Ancona                | Maiolati Spontini      | Casa natale di Gaspare Spontini | Regio decreto 6 aprile 1924, n. 617                                                      |      |
| Marche                | Ancona                | Maiolati Spontini      | Casa dove visse e morì Gaspare Spontini | Decreto del presidente della Repubblica 19 giugno 1951, n. 1092                          |      |
| Marche                | Pesaro e Urbino       | Mondolfo               | Chiesa di San Gervasio | Regio decreto 14 aprile 1927, n. 719                                                     |      |
| Marche                | Pesaro e Urbino       | Pergola                | Cattedrale | Regio decreto 21 novembre 1940, n. 1746                                                  |      |
| Marche                | Pesaro e Urbino       | Pesaro                 | Casa natale di Gioachino Rossini | Regio decreto 25 febbraio 1904, n. 95                                                    |      |
| Marche                | Pesaro e Urbino       | Pesaro                 | Cattedrale | Regio decreto 21 novembre 1940, n. 1746                                                  |      |
| Molise                | Campobasso            | Civitacampomarano      | Castello angioino | Decreto ministeriale 2 maggio 1979, n. 1                                                 |      |
| Molise                | Campobasso            | Larino                 | Cattedrale | Regio decreto 21 novembre 1940, n. 1746                                                  |      |
| Molise                | Campobasso            | Termoli                | Cattedrale | Regio decreto 21 novembre 1940, n. 1746                                                  |      |
| Piemonte              | Alessandria           | Acqui Terme            | Cattedrale | Regio decreto 21 novembre 1940, n. 1746                                                  |      |
| Piemonte              | Cuneo                 | Alba                   | Cattedrale | Regio decreto 21 novembre 1940, n. 1746                                                  |      |
| Piemonte              | Alessandria           | Alessandria            | Cattedrale | Regio decreto 21 novembre 1940, n. 1746                                                  |      |
| Piemonte              | Alessandria           | Alessandria            | Cittadella | Regio decreto 17 maggio 1943 n. 566                                                      |      |
| Piemonte              | Asti                  | Asti                   | Casa natale di Vittorio Alfieri | Regio decreto 17 dicembre 1922, n. 1724                                                  |      |
| Piemonte              | Asti                  | Asti                   | Cattedrale | Regio decreto 21 novembre 1940, n. 1746                                                  |      |
| Piemonte              | Biella                | Biella                 | Cattedrale | Regio decreto 21 novembre 1940, n. 1746                                                  |      |
| Piemonte              | Alessandria           | Casale Monferrato      | Cattedrale | Regio decreto 21 novembre 1940, n. 1746                                                  |      |
| Piemonte              | Cuneo                 | Cuneo                  | Cattedrale | Regio decreto 21 novembre 1940, n. 1746                                                  |      |
| Piemonte              | Cuneo                 | Fossano                | Cattedrale | Regio decreto 21 novembre 1940, n. 1746                                                  |      |
| Piemonte              | Torino                | Ivrea                  | Cattedrale | Regio decreto 21 novembre 1940, n. 1746                                                  |      |
| Piemonte              | Cuneo                 | Mondovì                | Cattedrale | Regio decreto 21 novembre 1940, n. 1746                                                  |      |
| Piemonte              | Torino                | Pinerolo               | Cattedrale | Regio decreto 21 novembre 1940, n. 1746                                                  |      |
| Piemonte              | Cuneo                 | Saluzzo                | Cattedrale | Regio decreto 21 novembre 1940, n. 1746                                                  |      |
| Piemonte              | Torino                | Santena                | Tomba di Camillo Benso, conte di Cavour | Regio decreto 16 marzo 1911, n. 268                                                      |      |
| Piemonte              | Torino                | Susa                   | Cattedrale | Regio decreto 21 novembre 1940, n. 1746                                                  |      |
| Piemonte              | Torino                | Susa                   | Acquedotto romano | https://www.monumentinazionali.it/edifizi_monumentali/Elenchi_1902_monumenti_015_107.pdf |      |
| Piemonte              | Torino                | Susa                   | Arco di Augusto | https://www.monumentinazionali.it/edifizi_monumentali/Elenchi_1902_monumenti_015_107.pdf |      |
| Piemonte              | Torino                | Susa                   | Castello | https://www.monumentinazionali.it/edifizi_monumentali/Elenchi_1902_monumenti_015_107.pdf |      |
| Piemonte              | Torino                | Pavone Canavese        | Castello dei vescovi di Ivrea | https://www.monumentinazionali.it/edifizi_monumentali/Elenchi_1902_monumenti_015_107.pdf |      |
| Piemonte              | Torino                | Torino                 | Aula del Senato di Palazzo Madama | Regio decreto 6 maggio 1866, n. 2932                                                     |      |
| Piemonte              | Torino                | Torino                 | Casa natale di Camillo Benso, conte di Cavour | Regio decreto 6 novembre 1924, n. 1868                                                   |      |
| Piemonte              | Torino                | Torino                 | Cattedrale | Regio decreto 21 novembre 1940, n. 1746                                                  |      |
| Piemonte              | Alessandria           | Tortona                | Cattedrale | Regio decreto 21 novembre 1940, n. 1746                                                  |      |
| Piemonte              | Vercelli              | Vercelli               | Cattedrale | Regio decreto 21 novembre 1940, n. 1746                                                  |      |
| Puglia                | Bari                  | Acquaviva delle Fonti  | Cattedrale di Sant'Eustachio | Regio decreto 21 novembre 1940, n. 1746                                                  |      |
| Puglia                | Bari                  | Altamura               | Cattedrale di Santa Maria Assunta | Regio decreto 21 novembre 1940, n. 1746                                                  |      |
| Puglia                | Barletta-Andria-Trani | Andria                 | Castel del Monte | 1936                                                                                     |      |
| Puglia                | Barletta-Andria-Trani | Andria                 | Cattedrale di Santa Maria Assunta | Regio decreto 21 novembre 1940, n. 1746                                                  |      |
| Puglia                | Foggia                | Ascoli Satriano        | Cattedrale della Natività della Beata Vergine Maria | Regio decreto 21 novembre 1940, n. 1746                                                  |      |
| Puglia                | Bari                  | Bari                   | Cattedrale di San Sabino | Regio decreto 21 novembre 1940, n. 1746                                                  |      |
| Puglia                | Barletta-Andria-Trani | Barletta               | Cattedrale di Santa Maria Maggiore | Regio decreto 21 novembre 1940, n. 1746                                                  |      |
| Puglia                | Barletta-Andria-Trani | Bisceglie              | Cattedrale di San Pietro | Regio decreto 21 novembre 1940, n. 1746                                                  |      |
| Puglia                | Bari                  | Bitonto                | Cattedrale di San Valentino | Regio decreto 21 novembre 1940, n. 1746                                                  |      |
| Puglia                | Foggia                | Bovino                 | Cattedrale di Santa Maria Assunta | Regio decreto 21 novembre 1940, n. 1746                                                  |      |
| Puglia                | Barletta-Andria-Trani | Canosa di Puglia       | Cattedrale di San Sabino | Regio decreto 21 novembre 1940, n. 1746                                                  |      |
| Puglia                | Bari                  | Conversano             | Cattedrale di Santa Maria Assunta | Regio decreto 21 novembre 1940, n. 1746                                                  |      |
| Puglia                | Foggia                | Foggia                 | Cattedrale di Santa Maria Assunta | Regio decreto 21 novembre 1940, n. 1746                                                  |      |
| Puglia                | Lecce                 | Gallipoli              | Cattedrale di Sant'Agata | Regio decreto 21 novembre 1940, n. 1746                                                  |      |
| Puglia                | Bari                  | Giovinazzo             | Cattedrale di Santa Maria Assunta | Regio decreto 21 novembre 1940, n. 1746                                                  |      |
| Puglia                | Bari                  | Gravina di Puglia      | Cattedrale di Santa Maria Assunta | Regio decreto 21 novembre 1940, n. 1746                                                  |      |
| Puglia                | Lecce                 | Lecce                  | Anfiteatro romano | Regio decreto 1 febbraio 1906, n. 68                                                     |      |
| Puglia                | Lecce                 | Lecce                  | Cattedrale di Santa Maria Assunta | Regio decreto 21 novembre 1940, n. 1746                                                  |      |
| Puglia                | Foggia                | Lucera                 | Fortezza svevo-angioina | Regio decreto 1 febbraio 1871, n. 68                                                     |      |
| Puglia                | Foggia                | Lucera                 | Cattedrale di Santa Maria Assunta | Regio decreto 12 novembre 1873, n. ; Regio decreto 21 novembre 1940, n. 1746             |      |
| Puglia                | Bari                  | Mola                   | Cattedrale di San Nicola | Regio decreto 21 novembre 1940, n. 1746                                                  |      |
| Puglia                | Bari                  | Molfetta               | Cattedrale di Santa Maria Assunta | Regio decreto 21 novembre 1940, n. 1746                                                  |      |
| Puglia                | Bari                  | Monopoli               | Cattedrale di Santa Maria della Madia | Regio decreto 21 novembre 1940, n. 1746                                                  |      |
| Puglia                | Lecce                 | Nardò                  | Cattedrale di Santa Maria Assunta | Regio decreto 21 novembre 1940, n. 1746                                                  |      |
| Puglia                | Brindisi              | Ostuni                 | Cattedrale di Santa Maria dell'Annunciazione | Regio decreto 21 novembre 1940, n. 1746                                                  |      |
| Puglia                | Lecce                 | Otranto                | Cattedrale di Santa Maria Annunziata | Regio decreto 21 novembre 1940, n. 1746                                                  |      |
| Puglia                | Bari                  | Ruvo di Puglia         | Cattedrale di Santa Maria Assunta | Regio decreto 21 novembre 1940, n. 1746                                                  |      |
| Puglia                | Taranto               | Taranto                | Cattedrale di San Cataldo | Regio decreto 21 novembre 1940, n. 1746                                                  |      |
| Puglia                | Barletta-Andria-Trani | Trani                  | Cattedrale di Trani | Regio decreto 21 novembre 1940, n. 1746                                                  |      |
| Puglia                | Foggia                | Troia                  | Cattedrale di Santa Maria Assunta | Regio decreto 21 novembre 1940, n. 1746                                                  |      |
| Sardegna              | Sassari               | Alghero                | Cattedrale | Regio decreto 21 novembre 1940, n. 1746                                                  |      |
| Sardegna              | Oristano              | Ales                   | Cattedrale | Regio decreto 21 novembre 1940, n. 1746                                                  |      |
| Sardegna              | Cagliari              | Cagliari               | Cattedrale | Regio decreto 21 novembre 1940, n. 1746                                                  |      |
| Sardegna              | Oristano              | Ghilarza               | Casa museo Antonio Gramsci | Legge 3 novembre 2016, n. 207                                                            |      |
| Sardegna              | Sud Sardegna          | Iglesias               | Cattedrale | Regio decreto 21 novembre 1940, n. 1746                                                  |      |
| Sardegna              | Sassari               | La Maddalena           | Tomba di Giuseppe Garibaldi | Legge 17 luglio 1890, n. 6973                                                            |      |
| Sardegna              | Sassari               | La Maddalena           | Casa di Giuseppe Garibaldi | Legge 14 luglio 1907, n. 503                                                             |      |
| Sardegna              | Oristano              | Oristano               | Cattedrale | Regio decreto 21 novembre 1940, n. 1746                                                  |      |
| Sardegna              | Sassari               | Sassari                | Cattedrale | Regio decreto 21 novembre 1940, n. 1746                                                  |      |
| Sardegna              | Nuoro                 | Nuoro                  | Casa natale di Grazia Deledda | Regio decreto 21 ottobre 1937, n. 1999                                                   |      |
| Sicilia               | Catania               | Acireale               | Cattedrale | Regio decreto 21 novembre 1940, n. 1746                                                  |      |
| Sicilia               | Agrigento             | Agrigento              | Cattedrale | Regio decreto 21 novembre 1940, n. 1746                                                  |      |
| Sicilia               | Catania               | Caltagirone            | Cattedrale | Regio decreto 21 novembre 1940, n. 1746                                                  |      |
| Sicilia               | Caltanissetta         | Caltanissetta          | Cattedrale | Regio decreto 21 novembre 1940, n. 1746                                                  |      |
| Sicilia               | Catania               | Catania                | Chiostro e chiesa dei Benedettini di San Nicolò | Decreto ministeriale 25 giugno 1869, n. 1                                                |      |
| Sicilia               | Catania               | Catania                | Casa natale di Vincenzo Bellini | Regio decreto 29 novembre 1923, n. 2707                                                  |      |
| Sicilia               | Catania               | Catania                | Casa natale di Giovanni Verga | Regio decreto 11 gennaio 1940, n. 42                                                     |      |
| Sicilia               | Catania               | Catania                | Cattedrale | Regio decreto 21 novembre 1940, n. 1746                                                  |      |
| Sicilia               | Palermo               | Cefalù                 | Cattedrale | Regio decreto 21 novembre 1940, n. 1746                                                  |      |
| Sicilia               | Enna                  | Enna                   | Cattedrale | Regio decreto 20 ottobre 1942, n. 1283                                                   |      |
| Sicilia               | Ragusa                | Ispica                 | Basilica di Santa Maria Maggiore (Ispica) | Regio decreto 24 febbraio 1908, n. 635                                                   |      |
| Sicilia               | Messina               | Lipari                 | Cattedrale | Regio decreto 21 novembre 1940, n. 1746                                                  |      |
| Sicilia               | Trapani               | Mazara del Vallo       | Cattedrale | Regio decreto 21 novembre 1940, n. 1746                                                  |      |
| Sicilia               | Messina               | Messina                | Cattedrale | Regio decreto 21 novembre 1940, n. 1746                                                  |      |
| Sicilia               | Palermo               | Monreale               | Badia di San Martino della Scala | Legge 7 luglio 1866, n. 3036                                                             |      |
| Sicilia               | Palermo               | Monreale               | Cattedrale | Regio decreto 20 ottobre 1942, n. 1282                                                   |      |
| Sicilia               | Enna                  | Nicosia                | Cattedrale | Regio decreto 21 novembre 1940, n. 1746                                                  |      |
| Sicilia               | Siracusa              | Noto                   | Cattedrale | Regio decreto 21 novembre 1940, n. 1746                                                  |      |
| Sicilia               | Palermo               | Palermo                | Chiesa dell'Ammiraglio della Martorana | Decreto ministeriale 25 giugno 1869, n. 1                                                |      |
| Sicilia               | Palermo               | Palermo                | Chiesa di San Giovanni degli Eremiti | Decreto ministeriale 25 giugno 1869, n. 1                                                |      |
| Sicilia               | Palermo               | Palermo                | Chiesa di Santa Maria Maddalena | Regio decreto 14 luglio 1891, n. 462                                                     |      |
| Sicilia               | Palermo               | Palermo                | Casa natale di Francesco Ferrara | Regio decreto 18 marzo 1928, n. 860                                                      |      |
| Sicilia               | Palermo               | Palermo                | Cattedrale | Regio decreto 21 novembre 1940, n. 1746                                                  |      |
| Sicilia               | Messina               | Patti                  | Cattedrale | Regio decreto 21 novembre 1940, n. 1746                                                  |      |
| Sicilia               | Enna                  | Piazza Armerina        | Cattedrale | Regio decreto 21 novembre 1940, n. 1746                                                  |      |
| Sicilia               | Agrigento             | Ribera                 | Casa natale di Francesco Crispi | Regio decreto 22 settembre 1927, n. 1942                                                 |      |
| Sicilia               | Messina               | Santa Lucia del Mela   | Cattedrale | Regio decreto 21 novembre 1940, n. 1746                                                  |      |
| Sicilia               | Palermo               | Termini Imerese        | Tempio di Himera | Regio decreto 28 dicembre 1905, n. 639                                                   |      |
| Sicilia               | Trapani               | Trapani                | Cattedrale | Regio decreto 21 novembre 1940, n. 1746                                                  |      |
| Toscana               | Arezzo                | Arezzo                 | Cattedrale | Regio decreto 21 novembre 1940, n. 1746                                                  |      |
| Toscana               | Lucca                 | Barga                  | Casa di Giovanni Pascoli | Regio decreto 10 luglio 1926, n. 1176                                                    |      |
| Toscana               | Pisa                  | Calci                  | Certosa della Valle dei Calci | Decreto ministeriale 25 giugno 1869, n. 1                                                |      |
| Toscana               | Pisa                  | Pisa                   | Campanile della Cattedrale |                                                                                          |      |
| Toscana               | Massa-Carrara         | Carrara                | Cattedrale | Regio decreto 21 novembre 1940, n. 1746                                                  |      |
| Toscana               | Pisa                  | Chianni                | Casa natale del Beato Giordano | Regio decreto 23 ottobre 1926, n. 1879                                                   |      |
| Toscana               | Siena                 | Chiusi                 | Cattedrale | Regio decreto 21 novembre 1940, n. 1746                                                  |      |
| Toscana               | Siena                 | Colle di Val d'Elsa    | Cattedrale | Regio decreto 21 novembre 1940, n. 1746                                                  |      |
| Toscana               | Arezzo                | Cortona                | Cattedrale | Regio decreto 21 novembre 1940, n. 1746                                                  |      |
| Toscana               | Firenze               | Fiesole                | Cattedrale | Regio decreto 21 novembre 1940, n. 1746                                                  |      |
| Toscana               | Firenze               | Firenze                | Chiostro e chiesa di San Marco | Decreto ministeriale 25 giugno 1869, n. 1                                                |      |
| Toscana               | Firenze               | Firenze                | Chiostro e chiesa di Santo Spirito | Decreto ministeriale 25 giugno 1869, n. 1                                                |      |
| Toscana               | Firenze               | Firenze                | Chiostro e chiesa di Santa Maria Novella | Decreto ministeriale 25 giugno 1869, n. 1                                                |      |
| Toscana               | Firenze               | Firenze                | Chiostro e chiesa del Carmine | Decreto ministeriale 25 giugno 1869, n. 1                                                |      |
| Toscana               | Firenze               | Firenze                | Chiostro e chiesa della Santissima Annunziata | Decreto ministeriale 25 giugno 1869, n. 1                                                |      |
| Toscana               | Firenze               | Firenze                | Chiostro e chiesa di Santa Maria Maggiore | Decreto ministeriale 25 giugno 1869, n. 1                                                |      |
| Toscana               | Firenze               | Firenze                | Chiostro e chiesa di Santa Croce | Decreto ministeriale 25 giugno 1869, n. 1                                                |      |
| Toscana               | Firenze               | Firenze                | Orti Oricellari | Regio decreto 12 giugno 1892, n. 340                                                     |      |
| Toscana               | Firenze               | Firenze                | Casa natale di Dante Alighieri | Regio decreto 13 settembre 1893, n. 690                                                  |      |
| Toscana               | Firenze               | Firenze                | Cattedrale | Regio decreto 21 novembre 1940, n. 1746                                                  |      |
| Toscana               | Grosseto              | Grosseto               | Cattedrale | Regio decreto 21 novembre 1940, n. 1746                                                  |      |
| Toscana               | Massa-Carrara         | Massa                  | Cattedrale | Regio decreto 21 novembre 1940, n. 1746                                                  |      |
| Toscana               | Grosseto              | Massa Marittima        | Cattedrale | Regio decreto 21 novembre 1940, n. 1746                                                  |      |
| Toscana               | Siena                 | Montalcino             | Cattedrale | Regio decreto 21 novembre 1940, n. 1746                                                  |      |
| Toscana               | Siena                 | Asciano                | Cattedrale | Regio decreto 21 novembre 1940, n. 1746                                                  |      |
| Toscana               | Siena                 | Pienza                 | Cattedrale | Regio decreto 21 novembre 1940, n. 1746                                                  |      |
| Toscana               | Pisa                  | Pisa                   | Casa di Giuseppe Mazzini | Regio decreto 20 marzo 1910, n. 144                                                      |      |
| Toscana               | Pisa                  | Pisa                   | Casa di Antonio Pacinotti | Regio decreto 4 giugno 1934, n. 1020                                                     |      |
| Toscana               | Prato                 | Prato                  | Cattedrale | Regio decreto 21 novembre 1940, n. 1746                                                  |      |
| Toscana               | Firenze               | Reggello               | Badia di Vallombrosa | Decreto del presidente della Repubblica 20 aprile 1951, n. 567                           |      |
| Toscana               | Arezzo                | Sansepolcro            | Cattedrale | Regio decreto 21 novembre 1940, n. 1746                                                  |      |
| Toscana               | Grosseto              | Scarlino               | Casa di Angelo Guelfi | Regio decreto 20 dicembre 1942, n. 1327                                                  |      |
| Toscana               | Firenze               | Sesto Fiorentino       | Tomba a cupola, sotto il casino della villa "La Mula" | Regio decreto 28 dicembre 1905, n. 643                                                   |      |
| Toscana               | Siena                 | Siena                  | Basilica di San Domenico | Decreto del presidente della Repubblica 16 giugno 1955, n. 758                           |      |
| Toscana               | Lucca                 | Viareggio              | Villa di Giacomo Puccini | Decreto del presidente della Repubblica 11 maggio 1951, n. 569                           |      |
| Trentino-Alto Adige   | Bolzano               | Bolzano                | Monumento alla Vittoria | Decreto legislativo 15 dicembre 1998, n. 488                                             |      |
| Trentino-Alto Adige   | Bolzano               | Bressanone             | Cattedrale | Regio decreto 21 novembre 1940, n. 1746                                                  |      |
| Trentino-Alto Adige   | Bolzano               | Brunico                | Monumento all'Alpino | Decreto legislativo 15 dicembre 1998, n. 488                                             |      |
| Trentino-Alto Adige   | Trento                | Trento                 | Cattedrale | Regio decreto 21 novembre 1940, n. 1746                                                  |      |
| Trentino-Alto Adige   | Trento                | Trento                 | Monumento a Cesare Battisti | Legge 2 aprile 1922, n. 468; Decreto legislativo 15 dicembre 1998, n. 488                |      |
| Umbria                | Perugia               | Assisi                 | Chiostro e chiesa di San Francesco di Assisi | Decreto ministeriale 25 giugno 1869, n. 1; Regio decreto 21 novembre 1940, n. 1746       |      |
| Umbria                | Perugia               | Foligno                | Cattedrale | Regio decreto 21 novembre 1940, n. 1746                                                  |      |
| Umbria                | Terni                 | Narni                  | Cattedrale | Regio decreto 21 novembre 1940, n. 1746                                                  |      |
| Umbria                | Terni                 | Orvieto                | Cattedrale | Regio decreto 21 novembre 1940, n. 1746                                                  |      |
| Umbria                | Perugia               | Perugia                | Badia di San Pietro | Regio decreto 18 maggio 1890, n. 6891                                                    |      |
| Umbria                | Perugia               | Spoleto                | Cattedrale | Regio decreto 21 novembre 1940, n. 1746                                                  |      |
| Umbria                | Perugia               | Todi                   | Cattedrale | Regio decreto 21 novembre 1940, n. 1746                                                  |      |
| Valle d'Aosta         | Valle d'Aosta         | Aosta                  | Cattedrale | Regio decreto 21 novembre 1940, n. 1746                                                  |      |
| Veneto                | Rovigo                | Adria                  | Cattedrale | Regio decreto 21 novembre 1940, n. 1746                                                  |      |
| Veneto                | Vicenza               | Bassano del Grappa     | Ponte Vecchio | Legge 5 luglio 2019, n. 65                                                               |      |
| Veneto                | Belluno               | Belluno                | Cattedrale | Regio decreto 21 novembre 1940, n. 1746                                                  |      |
| Veneto                | Venezia               | Chioggia               | Cattedrale | Regio decreto 21 novembre 1940, n. 1746                                                  |      |
| Veneto                | Venezia               | Concordia Sagittaria   | Cattedrale | Regio decreto 21 novembre 1940, n. 1746                                                  |      |
| Veneto                | Treviso               | Pieve del Grappa       | Monte Grappa (sommità del monte oltre 1700 metri, compresi sprone della Nave, galleria meridionale Vittorio Emanuele, caserma Milano, escluse Madonnina e rifugio alpino) | Regio decreto 29 ottobre 1922, n. 1386                                                   |      |
| Veneto                | Belluno               | Feltre                 | Cattedrale | Regio decreto 4 luglio 1941, n. 847                                                      |      |
| Veneto                | Belluno               | Longarone              | Cimitero delle vittime del Vajont | Decreto del presidente della Repubblica 2 ottobre 2003, n. 1                             |      |
| Veneto                | Padova                | Padova                 | Cattedrale | Regio decreto 21 novembre 1940, n. 1746                                                  |      |
| Veneto                | Padova                | Padova                 | Basilica di Santa Giustina, con l'antico monastero benedettino | Decreto del Capo provvisorio dello Stato 29 novembre 1946, n. 534                        |      |
| Veneto                | Belluno               | Pieve di Cadore        | Casa natale di Tiziano Vecellio | Regio decreto 17 dicembre 1922, n. 1725                                                  |      |
| Veneto                | Treviso               | Riese Pio X            | Casa natale di Papa Pio X | Decreto del presidente della Repubblica 14 marzo 1952, n. 353                            |      |
| Veneto                | Rovigo                | Rovigo                 | Cattedrale | Regio decreto 21 novembre 1940, n. 1746                                                  |      |
| Veneto                | Padova                | Teolo                  | Badia di Praglia | Legge 7 luglio 1866, n. 3036                                                             |      |
| Veneto                | Treviso               | Treviso                | Cattedrale | Regio decreto 21 novembre 1940, n. 1746                                                  |      |
| Veneto                | Vicenza               | Valli del Pasubio      | Monte Pasubio (sommità oltre 2200 metri, compresi Dente Italiano, cima Palon e cocuzzolo a sud)                                                                           | Regio decreto 29 ottobre 1922, n. 1386                                                   |      |
| Veneto                | Venezia               | Venezia                | Cattedrale | Regio decreto 21 novembre 1940, n. 1746                                                  |      |
| Veneto                | Venezia               | Venezia                | Bacino di San Marco, Canale di San Marco, Canale della Giudecca | Decreto-legge 20 luglio 2021, n. 103                                                     |      |
| Veneto                | Verona                | Verona                 | Cattedrale | Regio decreto 21 novembre 1940, n. 1746                                                  |      |
| Veneto                | Vicenza               | Vicenza                | Cattedrale | Regio decreto 21 novembre 1940, n. 1746                                                  |      |
| Veneto                | Vicenza               | Vicenza                | Basilica Palladiana | Legge 14 aprile 2014, n. 64                                                              |      |
| Veneto                | Treviso               | Vittorio Veneto        | Cattedrale | Regio decreto 21 novembre 1940, n. 1746                                                  |      |
| Veneto                | Rovigo                | Fratta Polesine        | Casa Museo Giacomo Matteotti | Legge 20 dicembre 2017, n. 213                                                           |      |

## Abrogati
| Regione             | Provincia             | Comune              | Monumento (nome ufficiale)                                                                                     | Istituzione                                                                      | Abrogazione                                                      |
| ------------------- | --------------------- | ------------------- | --- | -------------------------------------------------------------------------------- | ---------------------------------------------------------------- |
| Lazio               | Roma                  | Grottaferrata       | Chiesa e convento di Santa Maria                                                                               | Decreto ministeriale 28 febbraio 1874, n. 1; Regio decreto 4 luglio 1941, n. 950 | Decreto del presidente della Repubblica 13 dicembre 2010, n. 248 |
| Piemonte            | Alessandria           | Alessandria         | Caserma "Maggiore Giuseppe Beleno"                                                                             | Regio decreto 17 maggio 1943, n. 566                                             | Decreto del presidente della Repubblica 13 dicembre 2010, n. 248 |
| Puglia              | Barletta-Andria-Trani | Trani               | Castello svevo                                                                                                 | Regio decreto 27 ottobre 1936, n. 2091                                           | Decreto del presidente della Repubblica 13 dicembre 2010, n. 248 |
| Regno d'Italia      | Pola                  | Capodistria         | Cattedrale | Regio decreto 21 novembre 1940, n. 1746                                          | Trattato di Parigi fra l'Italia e le potenze alleate             |
| Regno d'Italia      | Pola                  | Parenzo             | Cattedrale | Regio decreto 21 novembre 1940, n. 1746                                          | Trattato di Parigi fra l'Italia e le potenze alleate             |
| Regno d'Italia      | Pola                  | Pola                | Cattedrale | Regio decreto 21 novembre 1940, n. 1746                                          | Trattato di Parigi fra l'Italia e le potenze alleate             |
| Regno d'Italia      | Zara                  | Zara                | Cattedrale | Regio decreto 21 novembre 1940, n. 1746                                          | Trattato di Parigi fra l'Italia e le potenze alleate             |
| Veneto              | Vicenza               | Asiago              | Monte Ortigara                                                                                                 | Legge 27 giugno 1967, n. 534                                                     | Decreto legislativo 15 marzo 2010, n. 66                         |
| Veneto              | Vicenza               | Cogollo del Cengio  | Monte Cengio                                                                                                   | Legge 27 giugno 1967, n. 534                                                     | Decreto legislativo 15 marzo 2010, n. 66                         |
| Veneto              | Verona                | Peschiera del Garda | Sala Storica della Palazzina del Comando di Presidio                                                           | Regio decreto 20 dicembre 1937, n. 2367                                          | Decreto del presidente della Repubblica 13 dicembre 2010, n. 248 |
| Veneto              | Vicenza               | Vicenza             | Monte Berico (dossale Monte Bellaguardia, Villa Guiccioli, Santuario di Monte Berico, dossale dei Sette Venti) | Regio decreto 17 gennaio 1935, n. 30                                             | Decreto del presidente della Repubblica 13 dicembre 2010, n. 248 |
| Trentino-Alto Adige | Trento                | Rovereto            | Castel Dante                                                                                                   | Legge 27 giugno 1967, n. 534                                                     | Decreto legislativo 15 marzo 2010, n. 66                         |